# Tadeusz Romanowicz
Tadeusz Romanowicz  (ur. 25 października 1843 we Lwowie, zm. 29 maja 1904 tamże) – polski literat, polityk demokratyczny, poseł na galicyjski Sejm Krajowy i do austriackiej Rady Państwa, członek stowarzyszeń konspiracyjnych w Galicji, powstaniec styczniowy, więzień Ołomuńca.

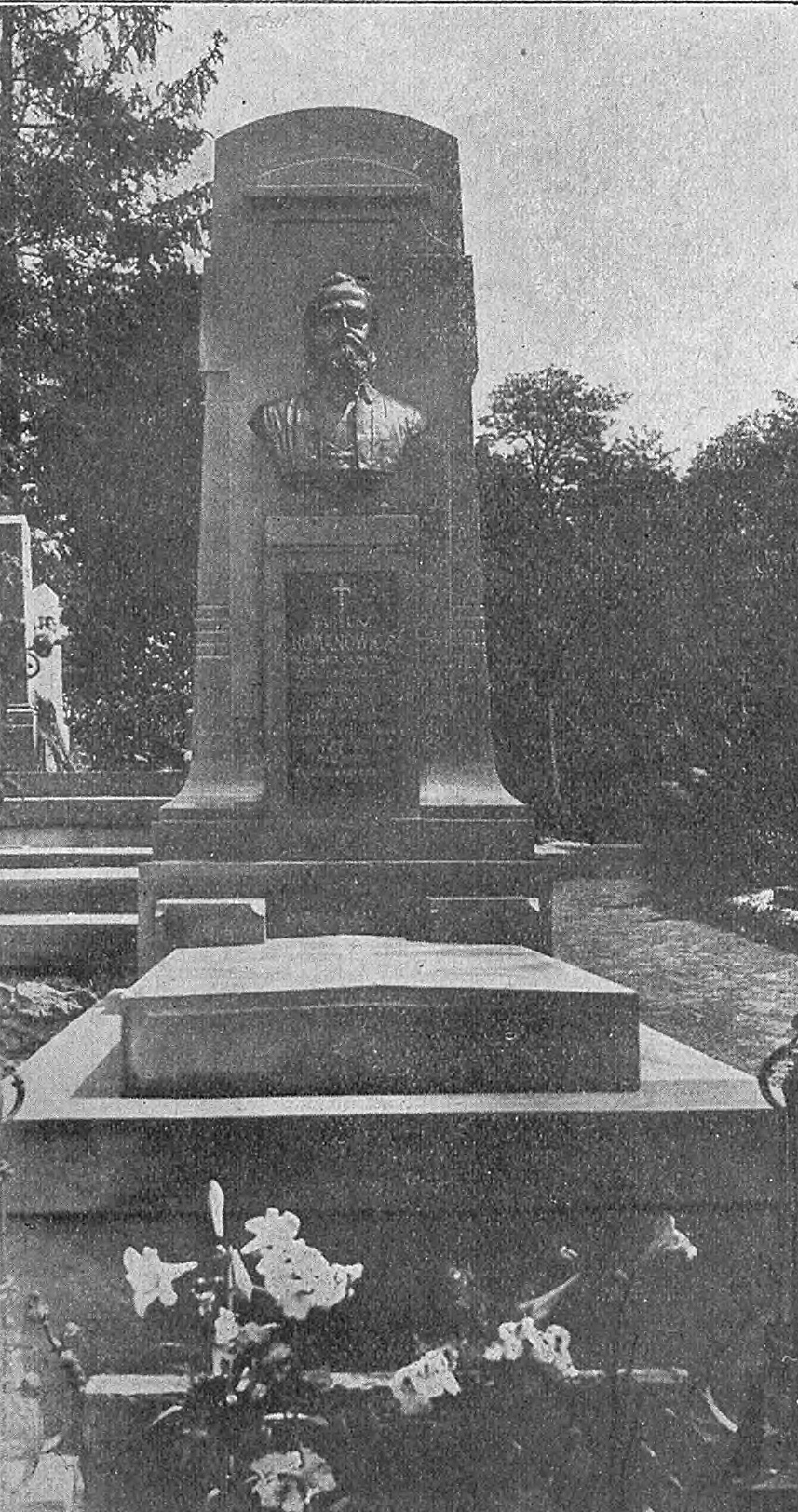
Nagrobek Tadeusza Romanowicza (1912)

## Życiorys
Ukończył gimnazjum we Lwowie (1861). Po maturze wraz z grupą kolegów w 1861 włączył się w działalność konspiracyjną – redagował tajne pisemka akademickie "Znicz" i "Partyzant".  Aresztowany w grudniu 1861, więziony w dawnym klasztorze karmelickim we Lwowie, wyszedł na wolność po 4 miesiącach. Od 1862 studiował prawo na uniw. lwowskim. Brał także udział w manifestacjach patriotycznych oraz włączył się w działalność organizacji czerwonych we Lwowie. Praktycznie wraz ze Stanisławem Paszkowskim zorganizował ją od nowa dzieląc na piątki, dziesiątki, setki. Z chwilą wybuchu powstania organizacja liczyła już 300 osób. W marcu 1863 r. przeszedł do powstania. Był w oddziale Leona Czechowskiego a potem Jana Żalplachty. Brał udział w kilku potyczkach: pod Hutą Krzeszowicką, Rudką, Tyssowcami i 19 maja 1863 w bitwie pod Tuczapami. Za swą odwagę został awansowany na stopień oficerski. Po powrocie do Lwowa ostro krytykował przywódców powstania.Aresztowany przez Austriaków 19 grudnia 1863, skazany został na 2 lata twierdzy. Karę odbył w Ołomuńcu, odmawiając wystąpienia o ułaskawienie do cesarza. Więzienie opuścił po ogłoszeniu generalnej amnestii 20 listopada 1865.
Po powrocie do Lwowa podjął przerwane studia prawnicze ale wkrótce ich zaniechał z powodu coraz więcej pochłaniającego czasu swego zaangażowania politycznego. Współpracując z Franciszkiem Smolką wkrótce stał się jednym z czołowych polityków demokratycznych w Galicji. Był członkiem władz Towarzystwa Narodowo-Demokratycznego oraz członkiem redakcji "Tygodnika Naukowego i Literackiego" i "Dziennika Lwowskiego". W tym ostatnim do jego zamknięcia był faktycznym redaktorem naczelnym. W obu tych pismach oraz w wystąpieniach publicznych zwalczał politykę ugodową konserwatystów oraz bronił tradycji powstańczych opowiadając się zarazem za pracą u podstaw. Ten ostatni postulat próbował realizować wydając w latach 1887-1870 pisemko "Gmina", zamieszczające porady dla tworzącego się wówczas samorządu. Działał również wśród rzemieślników lwowskich – od 1868 był sekretarzem Stowarzyszenia Młodzieży Czeladniczej ku Nauce i Rozrywce "Gwiazda". Prowadził w nim działalność oświatową i kulturalną w duchu patriotycznym i demokratycznym – zdobywając wielką popularność wśród lwowian. Utrzymywał się wówczas ze skromnych poborów urzędnika bankowego Towarzystwa Zaliczkowego we Lwowie a od 1873 zatrudniony był w Miejskim Biurze Statystycznym we Lwowie. Działał również w Towarzystwie Pedagogicznym.
W 1881 przeniósł się na dłuższy czas do Krakowa. Od 1881 był członkiem redakcji "Reformy" a następnie w latach 1882-1889 "Nowej Reformy" na łamach których prowadził kampanię przeciw konserwatystom krakowskim – stańczykom zarzucając im rezygnację z dążeń narodowych a także zaniechanie prac organicznikowskich. W tym okresie był także radnym miasta Krakowa (1884-1889). W 1889 powrócił do rodzinnego Lwowa, gdzie w latach 1890-1904 był radnym. Współzałożyciel w 1895 „Słowa Polskiego” a następnie w latach 1895-1902 członek jego redakcji. Czynny w licznych organizacjach, był m.in. członkiem zarządów Tow. Kółek Rolniczych,  Związku Stowarzyszeń Zarobkowych i Gospodarczych, prezesem Tow. Szkoły Ludowej we Lwowie, jednym z dyrektorów Galicyjskiej Kasy Oszczędności. Był członkiem lwowskiego gniazda Polskiego Towarzystwa Gimnastycznego „Sokół”. Członek Wydziału Towarzystwa Uczestników powstania 1863/1864. Należał także do założycieli "Ekonomisty Polskiego" (1880). Od końca 1886 był członkiem Ligi Polskiej, acz mało aktywnym. Od 1895 roku członek honorowy Towarzystwa Muzeum Narodowego Polskiego w Rapperswilu. Po powstaniu Ligi Narodowej opowiedział się przeciwko niej. Był zdecydowanym przeciwnikiem narodowych demokratów, w "Nowej Reformie" ostro skrytykował "Myśli nowoczesnego Polaka" autorstwa Romana Dmowskiego. W 1902 endecy usunęli go z redakcji Słowa Polskiego. W 1903 stał się rzecznikiem współpracy lwowskich demokratów z ludowcami.
Poseł na galicyjski Sejm Krajowy IV kadencji (22 kwietnia 1880 – 21 października 1882), V kadencji (15 września 1883 – 26 stycznia 1889), VI kadencji (10 października 1889 – 17 lutego 1894), VII kadencji (28 grudnia 1895 – 9 lipca 1901) i VIII kadencji (28 grudnia 1901 – 29 maja 1904). Pierwszy raz otrzymał mandat z w kurii I z obwodu wyborczego nr 16 (lwowski) w wyborach uzupełniających po rezygnacji Włodzimierza Russockiego. W kadencji V, VI, VII i VIII zdobywał mandat w kurii III (miejskiej) z okręgu wyborczego nr 1 (Lwów). Po jego śmierci mandat uzyskał w wyborach uzupełniających 7 listopada 1904 Stanisław Głąbiński. W Sejmie był uznanym przywódcą opozycji demokratycznej. Jako aktywny poseł zasiadał oraz był sekretarzem m.in.  w komisjach: budżetowej, gminnej, szkolnej, przemysłowej, bankowej, propinacyjnej i wodnej, Zabierał głos w sprawach oświatowych – szczególnie na temat szkól ludowych i przemysłowych a także straży pożarnych oraz w kwestiach ekonomicznych Galicji. Był zażartym obrońcą autonomii galicyjskiej. Wspierał także Ukraińców w kwestiach językowych i kulturalnych. Starał się także bez powodzenia o demokratyzację ordynacji wyborczej do Sejmu. Z ramienia kurii miejskiej był także wieloletnim członkiem Wydziału Krajowego  (1889-1898, 1901-1904). W Sejmie referował wiele przedłożeń Wydziału Krajowego, bywał też sprawozdawcą budżetu. Cieszy! się Izbie rosnącą popularnością i bywał oklaskiwany. W sprawach ekonomicznych współpracował w tym czasie ze Stanisławem Szczepanowskim. Z ramienia Wydziału Krajowego wszedł do rady nadzorczej Muzeum Przemysłowego we Lwowie oraz do władz Zakładu  Ubogich i Sierot w Drohowyżu. Włożył wiele pracy w przygotowanie Wystawy Krajowej w 1894 we Lwowie. Był także przez krótki czas posłem do austriackiej Rady Państwa X kadencji (31 stycznia 1901 – 17 lutego 1902), wybranym w kurii III (miejskiej) z okręgu wyborczego nr 1 (Lwów). W parlamencie należał do grupy posłów demokratycznych Koła Polskiego w Wiedniu. Czynny w komisjach: budżetowej, gospodarczej, konstytucyjnej i wodnej. Z mandatu zrezygnował po wyborze na członka Wydziału Krajowego.
Zmarł nagle. Został pochowany na koszt miasta na cmentarzu Łyczakowskim. W 1912 ze składek wystawiono mu na grobie skromny pomnik. W artykule pośmiertnym zamieszczonym na łamach "Kuriera Lwowskiego" napisano o nim że miał charakter czysty, bez skazy i cienia, człowiek wierny has om demokratycznym minionego okresu aż do ostateczności, obywatel zasłużony jak mało u nas kto, zostawia p. Romanowicz piękną pamięć po sobie i żal głęboki a szczery, że śmierć tak przedwcześnie wyrwała go z niwy, na której z pożytkiem dla kraju i narodu pracował.

### Prace Tadeusza Romanowicza
Debiutował w 1863 szkicem biograficznym o Maurycym Mochnackim zamieszczonym w "Dzienniku Literackim". Ogłaszał artykuły i broszury na tematy ekonomiczne, Opublikował  m.in. prace:
- Pamiętnik szeregowca gwardii, Lwów 1863
- O stowarzyszeniach, Lwów 1867
- Banki rolnicze czyli zaliczkowe stowarzyszenia, Lwów 1869
- Hrabia Gołuchowski, Lwów 1869
- Środki podniesienia przemysłu w naszym kraju, Lwów 1873
- Wiadomości statystyczne o mieście Lwowie, Lwów 1874,
- Sprawa polska i sprawa wschodnia, Lwów 1876,
- Polityka stańczyków, Lwów 1882,
- Dwie opinie, Lwów 1891,
- Stronnictwo krakowskie o styczniowym powstaniu, Lwów 1891
- Pseudoplotki i Prawdy, Lwów 1904

## Wyróżnienia
Jego imieniem nazwane zostały ulice w centrum Lwowa i Krakowa, a także w Tarnowie i Bielsku-Białej.

## Rodzina
Był synem prawnika i adwokata Piotra i Julii z domu Krauze oraz młodszym bratem Zofii. W 1887 ożenił się z Marią z Nawrockich, dzieci nie mieli

## Literatura
- Stefan Kieniewicz, Romanowicz Tadeusz (1843-1904), Polski Słownik Biograficzny, t. 31, Wrocław- Warszawa-Kraków-Gdańsk-Łódź 1988-1989, s. 593-597 iPSB – wersja elektroniczna

## Źródła
- Zofia Romanowiczówna, Tadeusz Romanowicz. Listy i wspomnienia Lwów 1934.
- Zapomniane wspomnienia, oprac. Eligiusz Kozłowski, Warszawa,1981 r, s.478.